# Фактор отклика
Фактор отклика  — термин, обычно используемый в хроматографии и спектроскопии, представляет соотношение между аналитическим сигналом и количеством аналита (анализируемого компонента). В идеальной ситуации, или для упрощения расчётов, фактор отклика принимают равным единице. Однако в реальных условиях он может принимать разные значения.

## Формула расчёта
Фактор отклика {\displaystyle f_{i}} может быть выражен через количество вещества, объём или массу аналита. Для случая, когда истинное содержание аналита и стандартного компонента совпадают:
{\displaystyle f_{i}={\frac {A_{i}}{A_{s}}}f_{s}},
где {\displaystyle A_{i}} — аналитический сигнал (например, площадь пика на хроматограмме) аналита i,
{\displaystyle A_{s}} — аналитический сигнал стандартного компонента s,
{\displaystyle f_{s}} — фактор отклика стандартного компонента, принимаемый за случайное число, например, 1 или 100.
Отношение фактора отклика аналита к фактору отклика стандарта называют относительным фактором отклика.

## В хроматографии
Фактор отклика используют главным образом для того, чтобы компенсировать неточность многократного ручного ввода проб в хроматограф. Объёмы ввода в газовой хроматографии невелики, часто от 1 мкл и ниже, что создаёт существенные неточности при ручном вводе. В свою очередь, это приводит к различию в площади пиков в разных хроматограммах и возникновению сомнений в полученных результатах анализа.
Во избежание этого, ко всем растворам рабочих проб и стандартным растворам добавляют известное количество внутреннего стандарта (стороннего вещества, не оказывающего влияния на процесс определения аналита и никак с ним не взаимодействующего). В этом случае, при небольших изменениях объёма ввода (и соответственно, площадей пиков), в разных хроматограммах соотношение площадей пиков аналита и внутреннего стандарта всегда будет постоянной величиной.
Площадь пика внутреннего стандарта служит эталоном для расчётов и в случае анализа проб с различным содержанием аналита. Ниже приводится математическое обоснование и иллюстрация применения вышесказанного на практике.
Рассмотрим анализ октана (С8Н18) с использованием нонана (С9Н20) в качестве внутреннего стандарта. Ниже приведены хроматограммы трёх смесей с разным содержанием октана.
Количество нонана во всех трёх смесях одинаковое (высота пиков нонана на хроматограммах выглядит разной из-за разного масштабирования).
Количество октана в каждой из трёх смесей разное и располагается в следующем порядке по мере увеличения: Смесь 1 (Mixture1) < Смесь 3 (Mixture 3) < Смесь 2 (Mixture 2). Этот вывод основан на том, что соотношение размеров пиков октана и нонана наименьшее в Смеси 1, среднее в Смеси 3 и наибольшее в Смеси 2. Обозначим это соотношение как {\displaystyle {\frac {S_{o}}{S_{n}}}}.
В хроматографии площадь пика определяется как число моль компонента ({\displaystyle \nu }), умноженное на коэффициент пропорциональности ({\displaystyle k}): {\displaystyle S=k\nu }.
Коэффициент {\displaystyle k} отражает чувствительность конкретного детектора к конкретному определяемому компоненту и на практике зачастую определяется опытным путём.
Число моль компонента выражается через его молярную концентрацию ({\displaystyle M}) и объём смеси ({\displaystyle V}) как {\displaystyle \nu _{o}=M_{o}V} (для октана) и {\displaystyle \nu _{n}=M_{n}V} (для нонана).
Исходя из этого, имеем:
{\displaystyle {\frac {S_{o}}{S_{n}}}={\frac {k_{o}M_{o}V}{k_{n}M_{n}V}}={\frac {k_{o}M_{o}}{k_{n}M_{n}}}}.
Фактор отклика {\displaystyle f} является отношением коэффициентов пропорциональности октана и нонана:
{\displaystyle f={\frac {k_{o}}{k_{n}}}={\frac {S_{o}/M_{o}}{S_{n}/M_{n}}}}.
Поскольку {\displaystyle k_{o}} и {\displaystyle k_{n}} - константы, то фактор отклика {\displaystyle f} также является постоянной величиной. Это означает, что отношение отношений площадей к содержанию компонентов будет всегда постоянной величиной, вне зависимости от количеств октана и нонана в смеси.
На практике в газовый хроматограф вводят искусственно приготовленную смесь №1, содержащую известные количества октана и нонана, и рассчитывают фактор отклика {\displaystyle f}. После этого вводят смесь №2 ("рабочую пробу"), содержащую неизвестное количество октана и заданное количество нонана. Для расчёта содержания октана в смеси №2, используют значение фактора отклика {\displaystyle f}, рассчитанное по смеси №1:
{\displaystyle ({\frac {S_{o}/M_{o}}{S_{n}/M_{n}}})_{1}=f=({\frac {S_{o}/M_{o}}{S_{n}/M_{n}}})_{2}}

## Применение на практике
При анализе массовой доли этилового спирта в парфюмерно-косметических жидкостях по ГОСТ 29188.6-91 фактор отклика определяют путём анализа на газовом хроматографе заранее приготовленной смеси этилового и н-пропилового спиртов. Фактор отклика ("относительный калибровочный коэффициент") {\displaystyle K} рассчитывают по формуле:
{\displaystyle K={\frac {m_{E}S_{P}}{m_{P}S_{E}}}},
где {\displaystyle m_{E}} — масса этанола, г; {\displaystyle m_{P}} — масса н-пропанола, г; {\displaystyle S_{E}} — площадь пика этанола на хроматограмме; {\displaystyle S_{P}} — площадь пика н-пропанола.
Для данного анализа ориентировочное значение фактора отклика составляет 1,32 — для детектора ионизации в пламени и 0,92 — для детектора по теплопроводности.
После определения фактора отклика готовят для анализа рабочую пробу с неизвестным содержанием этилового спирта, добавив к анализируемому образцу внутренний стандарт (н-пропанол) в определённом количестве. Расчёт производят по формуле:
{\displaystyle \omega ={\frac {m_{P}S_{E}K}{mS_{P}}}*100\%},
где {\displaystyle m} — масса анализируемого образца, г; {\displaystyle m_{P}} — масса н-пропанола, г; {\displaystyle S_{E}} — площадь пика этанола на хроматограмме; {\displaystyle S_{P}} — площадь пика н-пропанола; {\displaystyle K} — фактор отклика.